# Argemone platyceras
Argemone platyceras là một loài thực vật có hoa trong họ Anh túc. Loài này được Link & Otto mô tả khoa học đầu tiên năm 1829.

## Hình ảnh

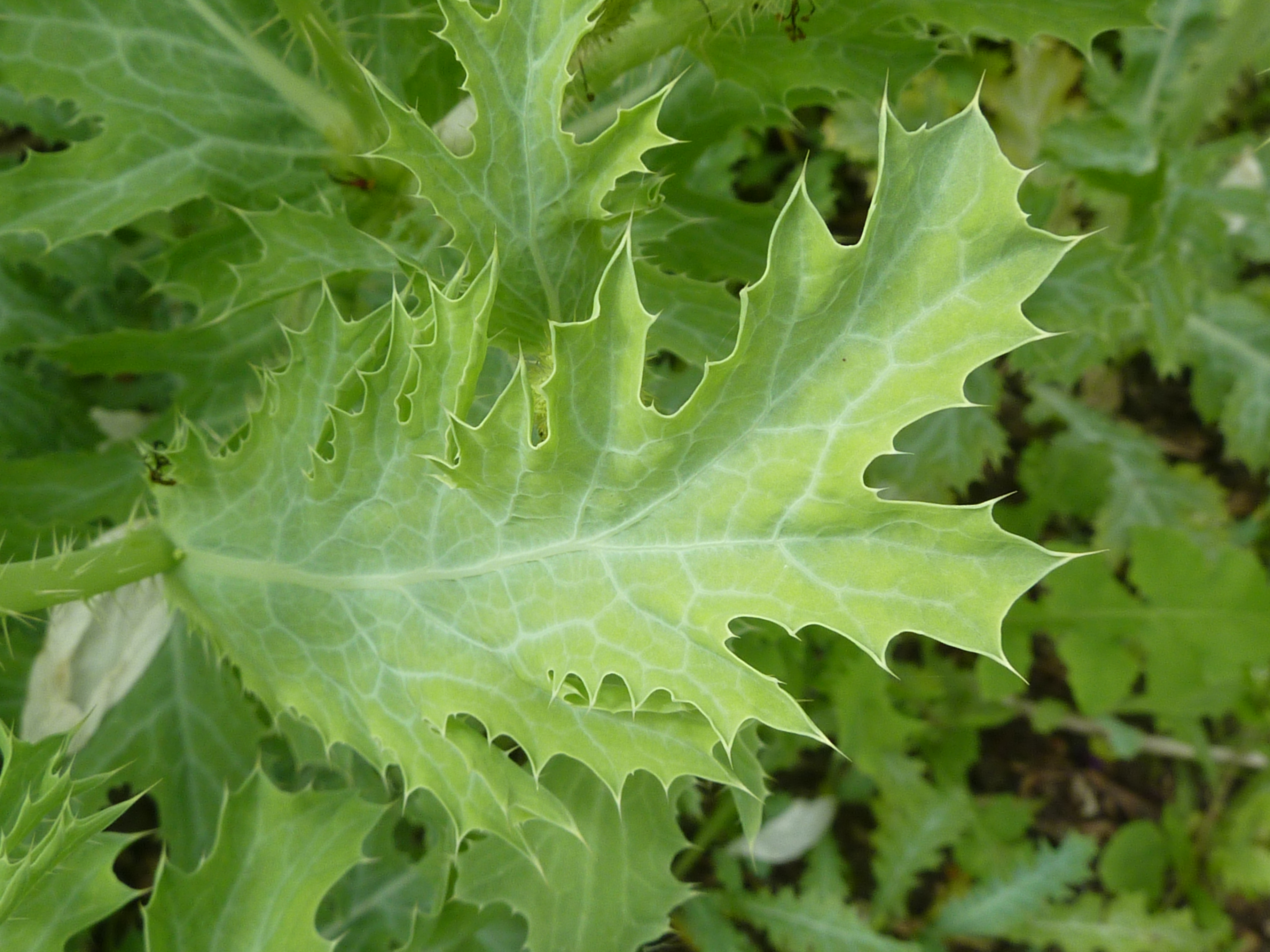
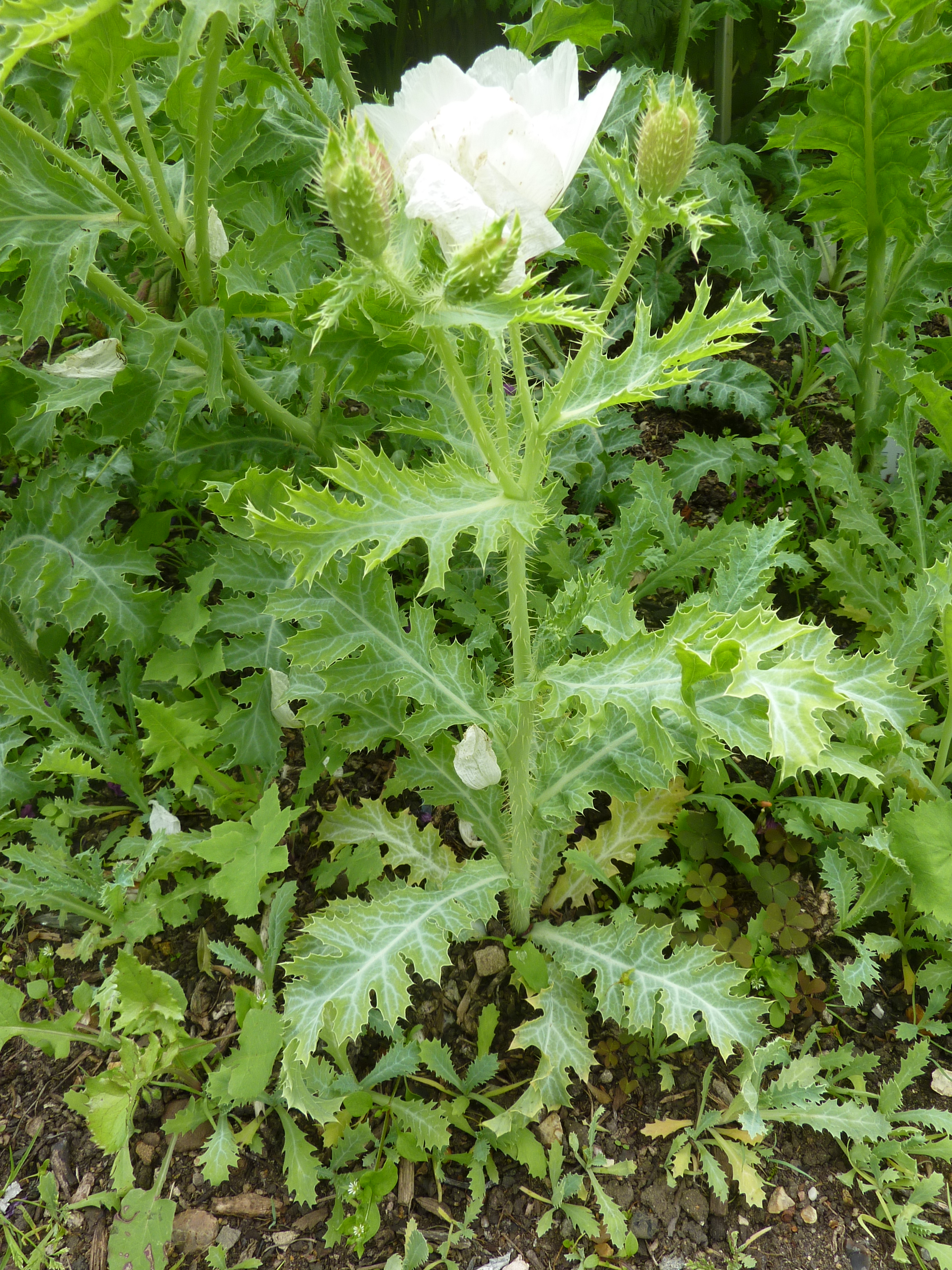
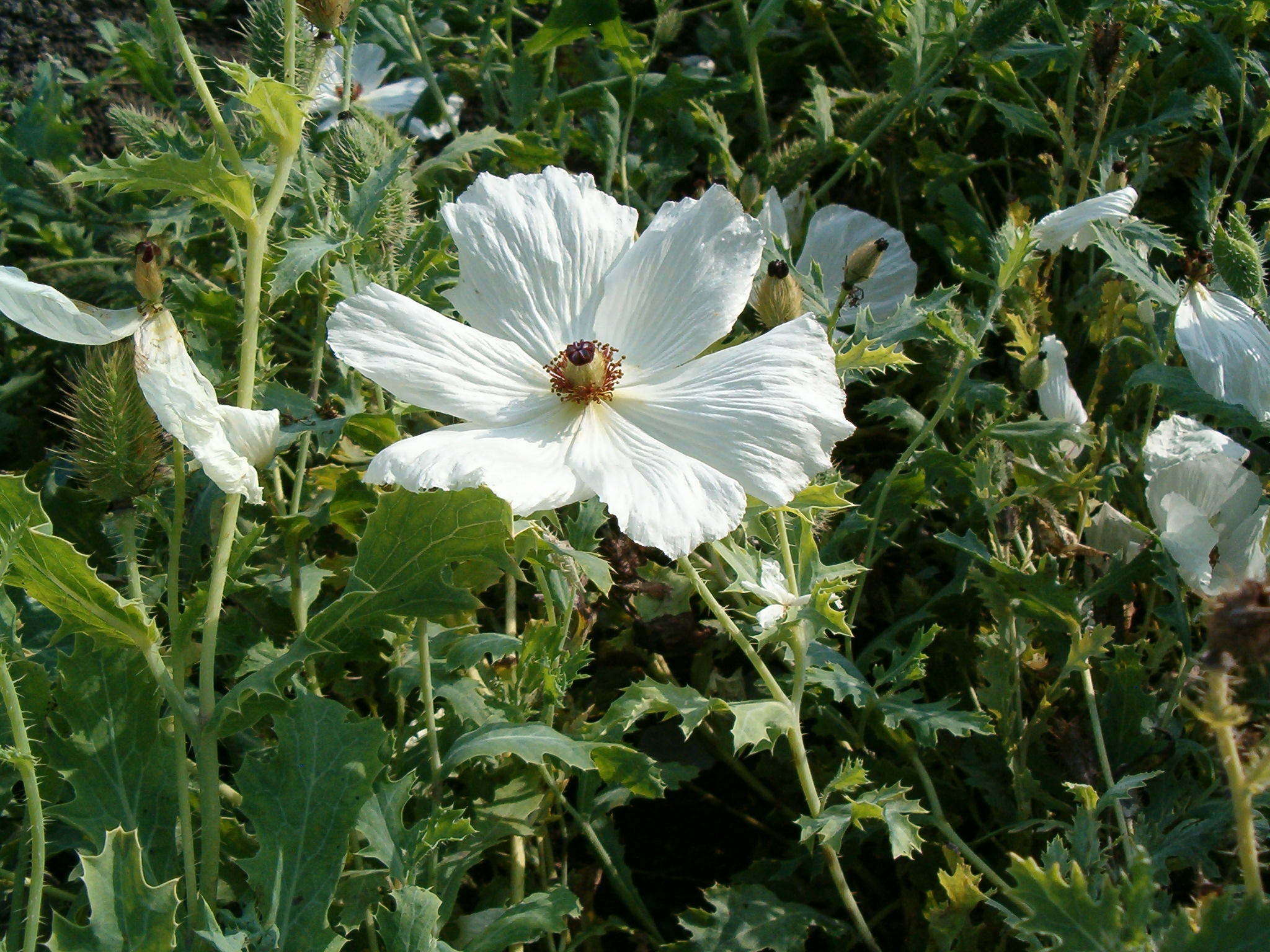
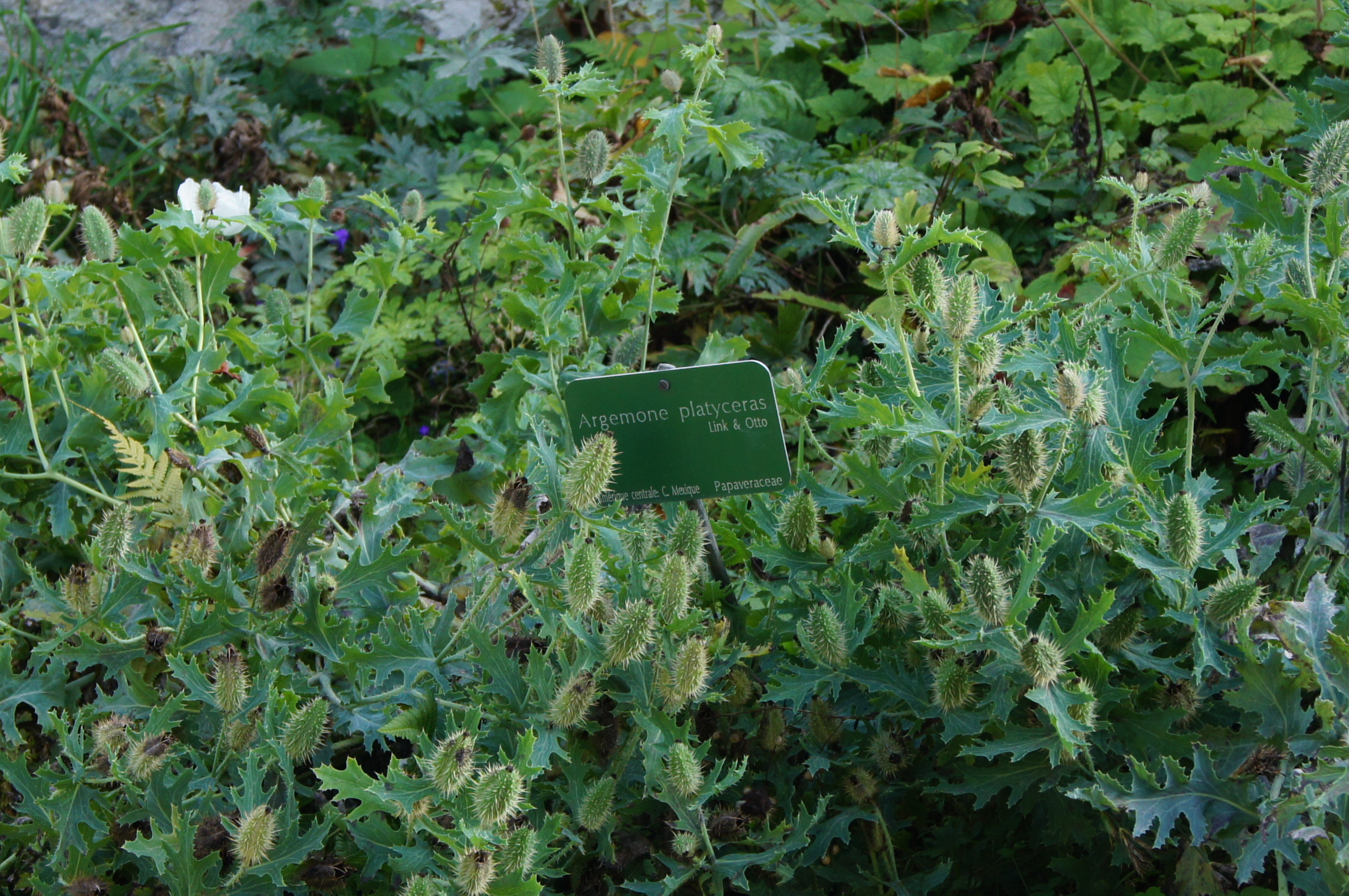